# Лудзенські естонці
Лудзенські естонці (ест. Lutsi maarahvas; латис. Ludzas igauņi) — субетнос естонців, що жили в місті Лудза (південно-східна Латвія) або його околицях.

## Історія
Більшість лудзенських естонців, найпевніш, іммігрували в Лудзу в XVII столітті під час Північної війни, проте саме поселення, ймовірно, засновано раніше. В епоху феодалізму, коли життя людини, найчастіше, не виходило за межі оточення, діаспора зберегла естонську ідентичність та етнографічні риси.
Лудзенські естонці спочатку були лютеранами, але, через контакти з сусідніми латгалами і білорусами, зрештою стали сповідувати католицтво.
Оскільки церковні обряди проводилися естонською мовою, народ не мав потреби розмовляти латиською чи білоруською мовами. Проте, місцеві латгальські діалекти латиської, білоруської та російської були певною мірою поширені. У різних садибах також можна було почути польську мову, оскільки вона була офіційною в регіоні.

## Мова
До XIX століття церква була повністю «латвізована», і російська стала офіційною мовою та лінгва франка. Згідно з Оскаром Калласом, який 1893 року вирушив у регіон з експедицією, тут жило 4387 лудзенських естонців, 800 з яких розмовляли естонською мовою. У 1970—1980-х роках у регіоні залишалося близько 20 осіб, які все ще розмовляли естонською, проте в XXI столітті вона, найпевніш, зникла.
Діалект, на якому говорили лудзенські естонці, був споріднений з вируським діалектом. У ньому було близько 180 слів, запозичених з латиської та російської мов. Лудзенські естонці також повідомляли про труднощі в розумінні стандартної естонської мови.